# František Ježek
 František Ježek  (ur. 6 września 1890 w Chrudim, zm. 29 listopada 1969 tamże) – czeski polityk. W latach 1925–1939 poseł Zgromadzenia Narodowego Republiki Czechosłowackiej, od maja do września 1938 minister zdrowia.